# اوسمار دونیزیته کاندیدو
اوسمار دونیزیته کاندیدو (۲۴ اکتبر ۱۹۶۸) یک بازیکن فوتبال اهل برزیل است. وی در تیم ملی فوتبال برزیل بازی کرده است.